# Englische Rosen

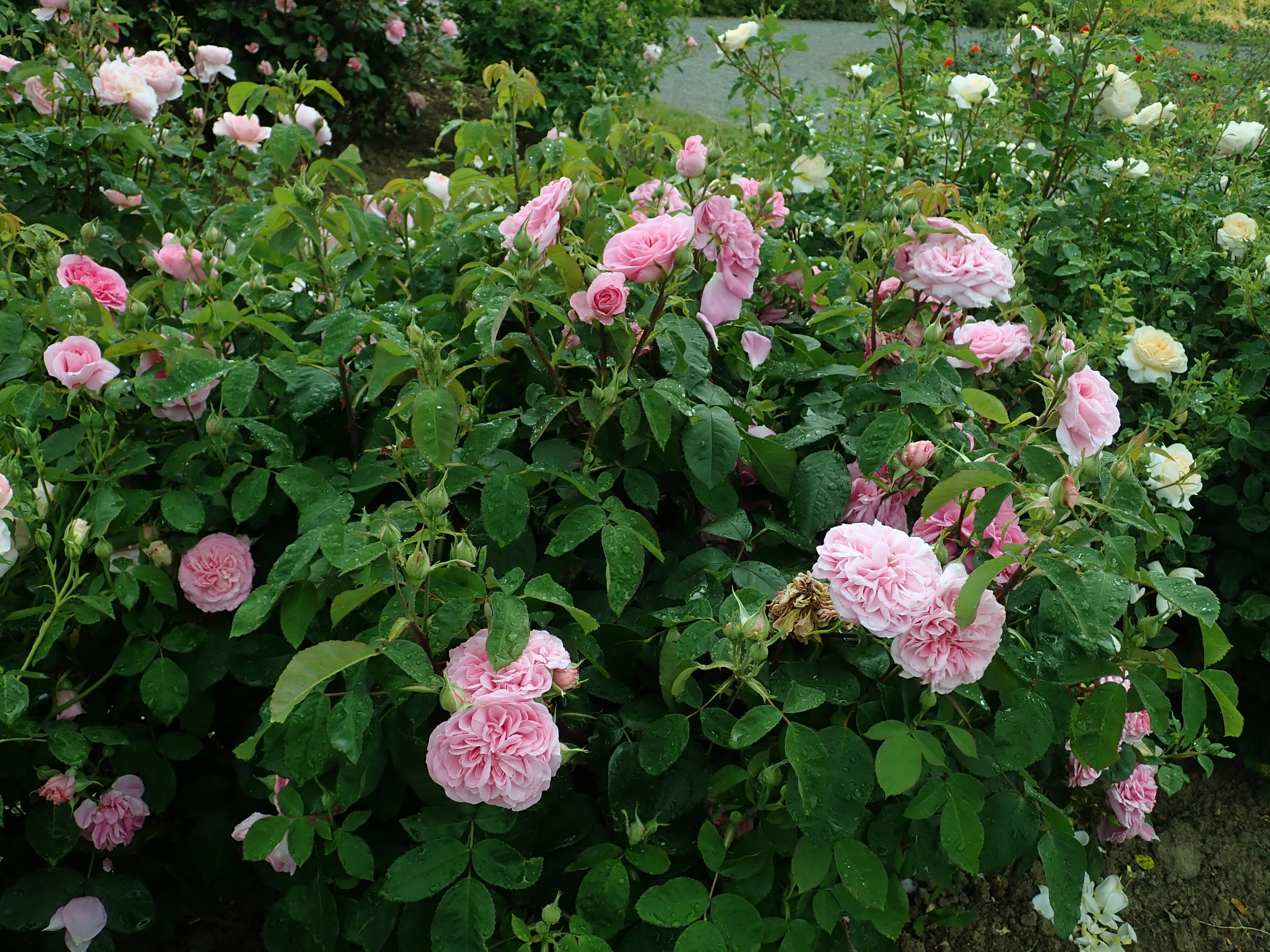
Englische Rose Gertrude Jekyll

Englische Rosen sind eine Kreuzung aus verschiedenen Alten Rosen und modernen Teehybriden und Floribundarosen. Die Geschichte der Englischen Rose ist eng verknüpft mit dem Namen des englischen Züchters David C. H. Austin. Angeregt wurde er dabei von einer Kopie eines Buches über Alte Rosen von George Bunyard und durch den Lupinenzüchter und Freund seines Vaters, James Baker.

## Eigenschaften der Englischen Rosen

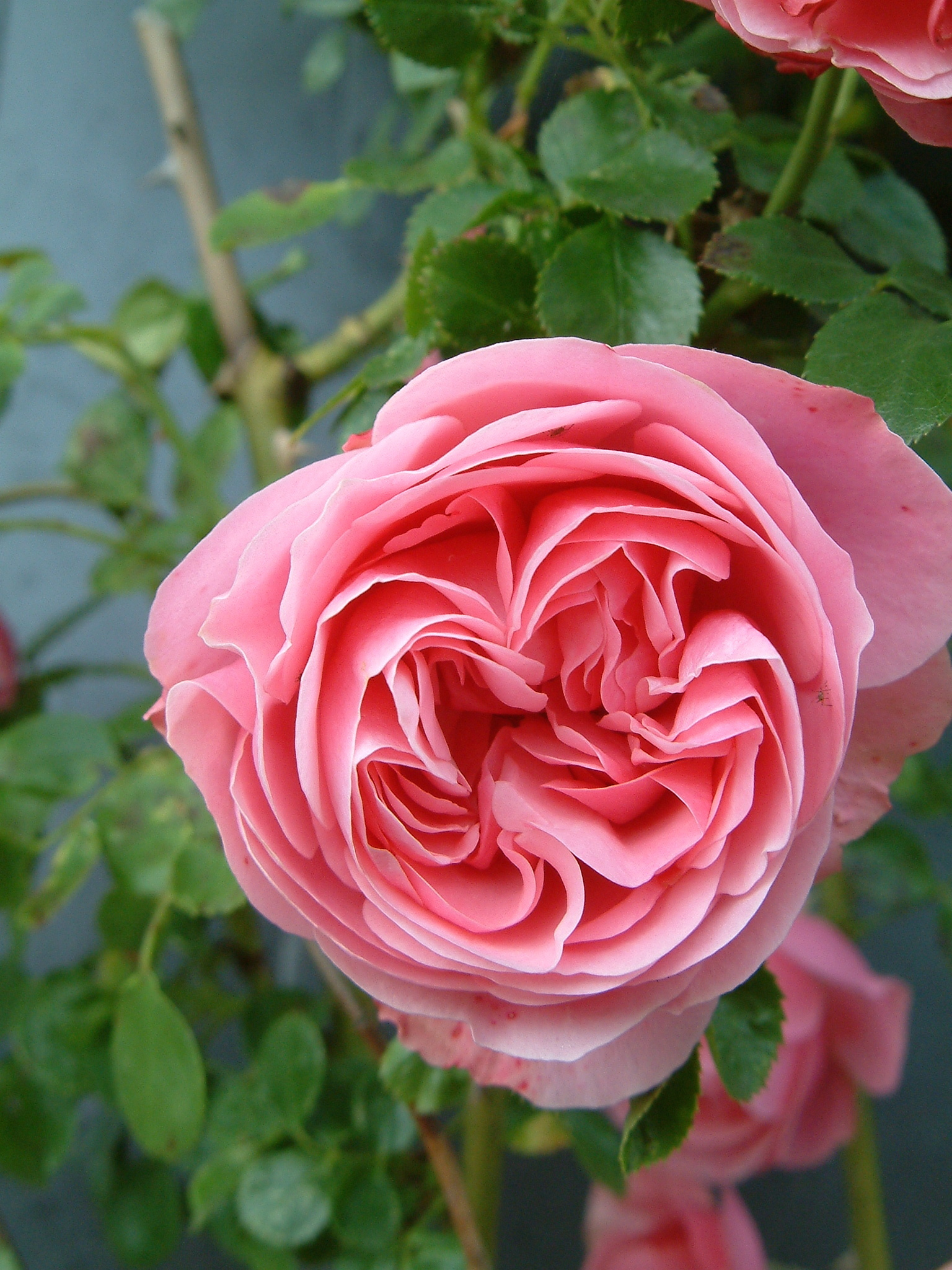
Constance Spry

Die Blütenform der Englischen Rosen ist den Blüten der Alten Rosen sehr ähnlich.
Es gibt schalenförmige und rosettenförmige Blüten, oft mit vielen kleinen Blütenblättern wie eine Pfingstrose gefüllt, weswegen die Blütenköpfe sich bei jüngeren Pflanzen zur Seite neigen. Englische Rosen haben einen natürlichen, strauchförmigen Wuchs und erreichen ohne Stütze eine Höhe von 1,2 bis 1,5 m, Kletterrosen bis 4,5 m. Daneben gibt es auch einige niedrige Sorten, die auch als Beetrosen geeignet sind. Englische Rosen haben ein sehr schönes, buschiges Laub.

Da dem Züchter an den modernen Rosen ganz besonders der Duft fehlte, äußerte er 

„Züchtungsziel bei den Englischen Rosen war nicht so sehr die Leuchtkraft der Blütenfarbe oder gar die übermäßige Produktion von Blüten, sondern der feine Charme und Duft der einzelnen Blüten.“

## Die ersten englischen Rosen
Nach vielen Versuchen gelang 1961 Austin mit der Rose Constance Spry die erste englische Rose, die die gewünschten Eigenschaften in sich vereinigt. Die Eltern von Constance Spry sind die Floribunda-Rose Dainty Maid des Züchters E. B. Le Grice und die Gallica-Rose Belle Isis.
Die Constance Spry wurde von Liebhabern alter Rosen stark beachtet. Austin war jedoch noch nicht zufrieden, da Constance Spry nur einmal blühte. In aufwendigen weiteren Versuchen, durch Rückkreuzung und Kreuzung mit weiteren Floribunda-Rosen und alten Teehybriden, experimentierte Austin, um diesem Ziel näher zu kommen. So entstand aus einer weiteren Floribunda-Rose von Le Grice Dusky Maiden und der Gallica-Rose Tuscany 1967 die zweite englische Rose Chianti, die jedoch auch nur einmal blühte. 1968 gelang als dritte englische Rose Shropshire Lass aus einer Kreuzung der Teehybride Madame Butterfly und der Rosa alba Madame Legras de St. Germain. Shropshire Lass ist eine robuste Rose, deren Strauch bis 2,4 m hoch wird; als Kletterrose sogar bis 4,5 m. 1969 kamen als vierte und fünfte Englische Rose Wife of Bath und Canterbury hinzu. Im selben Jahr führte Austin den Namen Englische Rose ein und gründete die Rosenzucht Austin.

## Die frühe Phase
- 1970 Chaucer

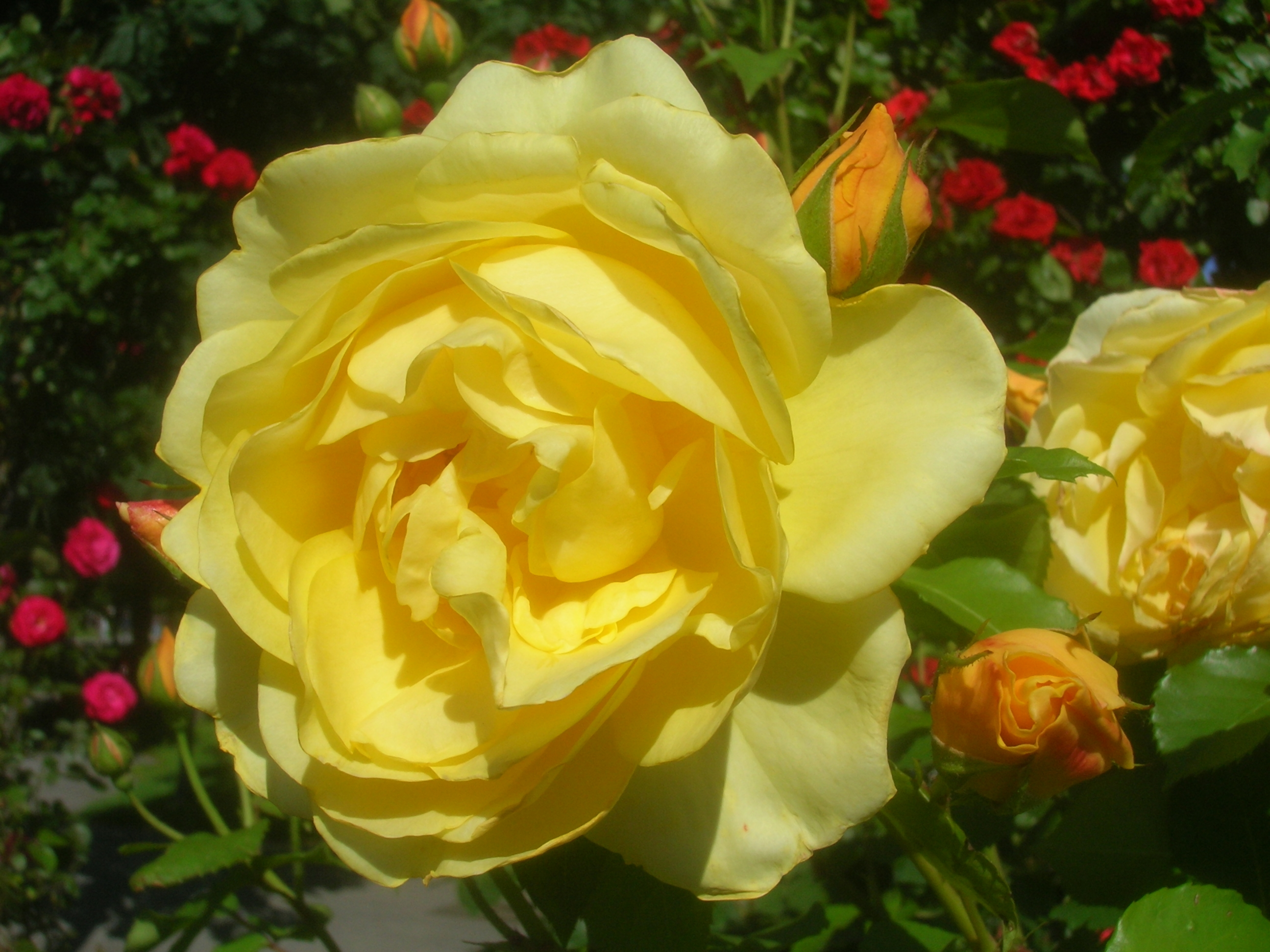
Graham Thomas

- 1973 Charles Austin, Lilian Austin, Red Coat
- 1975 Yellow Button
- 1977 The Squire
- 1979 The Reeve
- 1982 Charmian, Cymbeline, Fair Bianca, Hero, Leander, Prospero, Wise Portia
- 1983 Dapple Dawn, Chressida, Lucetta, Mary Rose, Peach Blossom, Sir Clough, Tamora

Mit den beiden neuen Rosen Graham Thomas und Mary Rose wurden die englischen Rosen 1983 weltweit bekannt. Etwa zur selben Zeit trat auch der Botaniker und Rosenspezialist Michael Marriott in die Firma Austin ein; er sorgte für Systematisierung und Qualitätssicherung. Bei etwa 40.000 Kreuzungsversuchen pro Jahr wird dies immer wichtiger.
- 1984 Belle Story, Bredon, Cardinal Hume, Dove, Heritage, Marry Webb, Wenlock, Windrush
- 1985 Abraham Darby, Emanuel, Hilda Murrell, Sir Walter Raleigh

## Systematisierung
Jedes Jahr gibt Austin einen Katalog mit seinen Neuheiten, seinen Englischen Rosen und Alten Rosen heraus. Seit einigen Jahren werden die Englischen Rosen in diesem Katalog nach ihrer Abstammung bzw. nach ihren Eltern weiter untergliedert:

### Hybriden Alter Rosen
Die ursprünglichen englischen Rosen haben viel vom Charakter der echten Alten Rosen wie Gallica-Rosen und Damaszener Rosen. Wie bei ihren Eltern sind die Farben zarte Töne von Rosa, Karmesinrot und Purpur. Sie haben einen intensiven Duft.
Beispiele sind:
- Barbara Austin
- Gentle Hermione

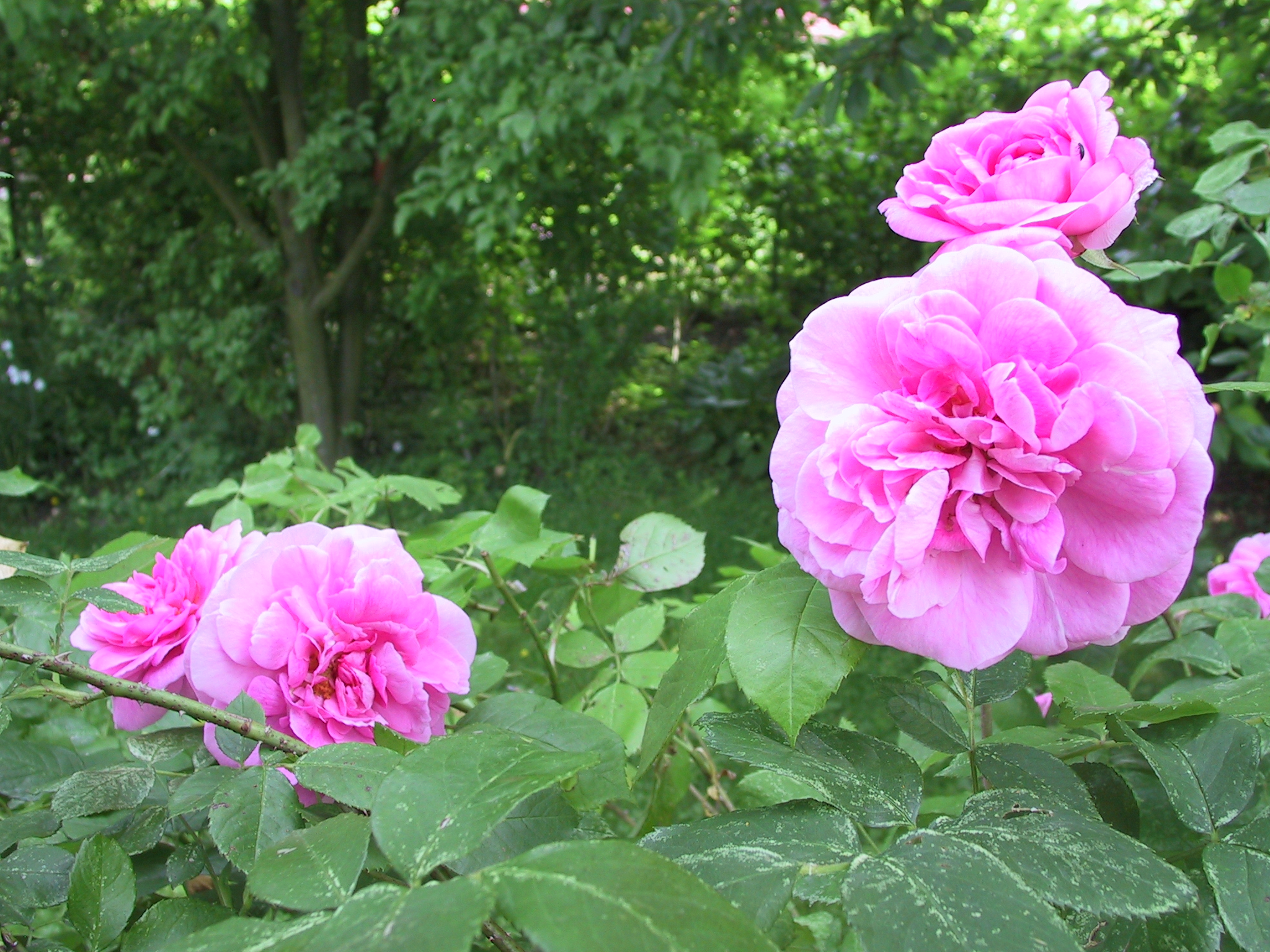
Gertrude Jekyll
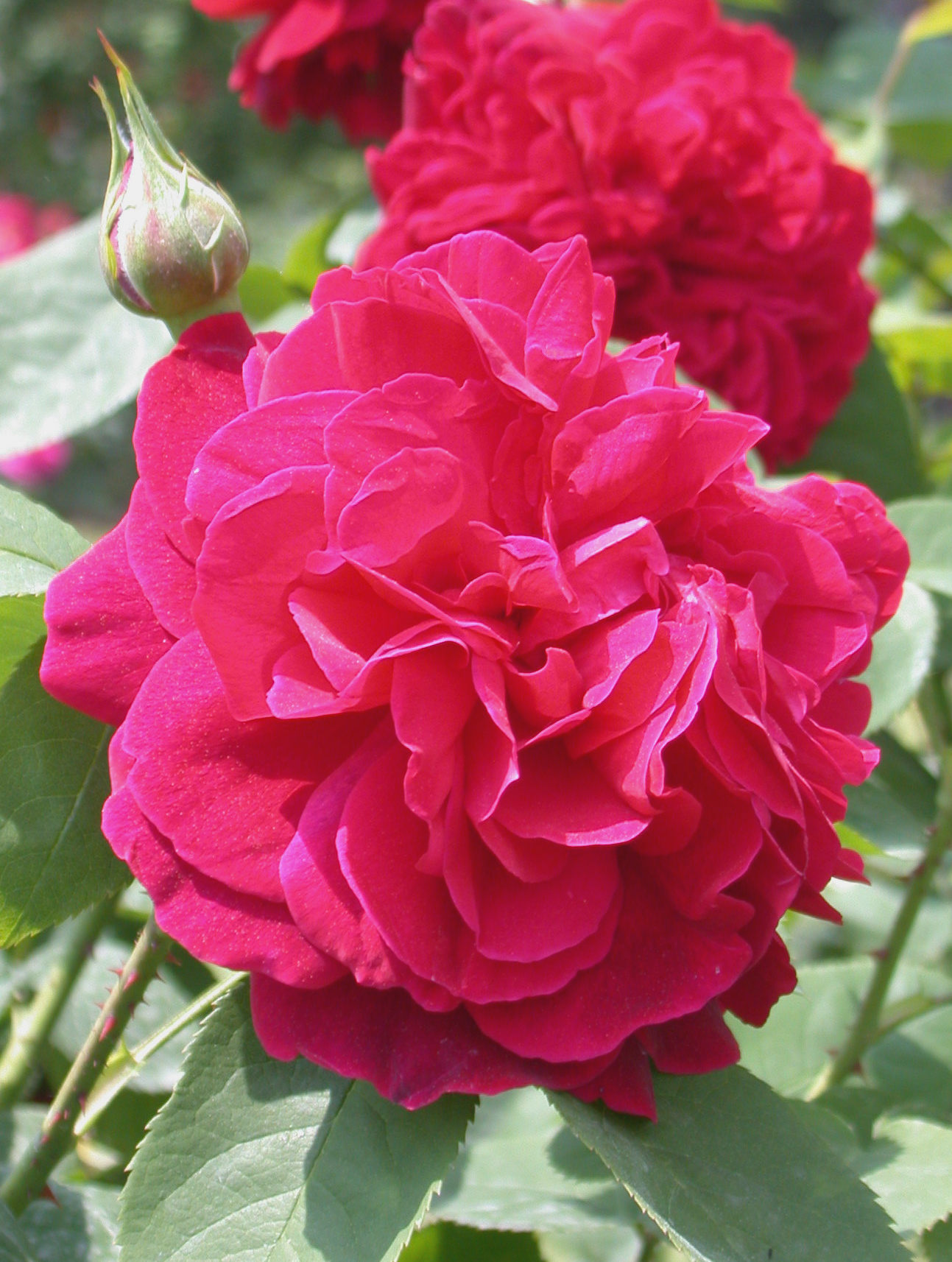
L.D. Braithwaite
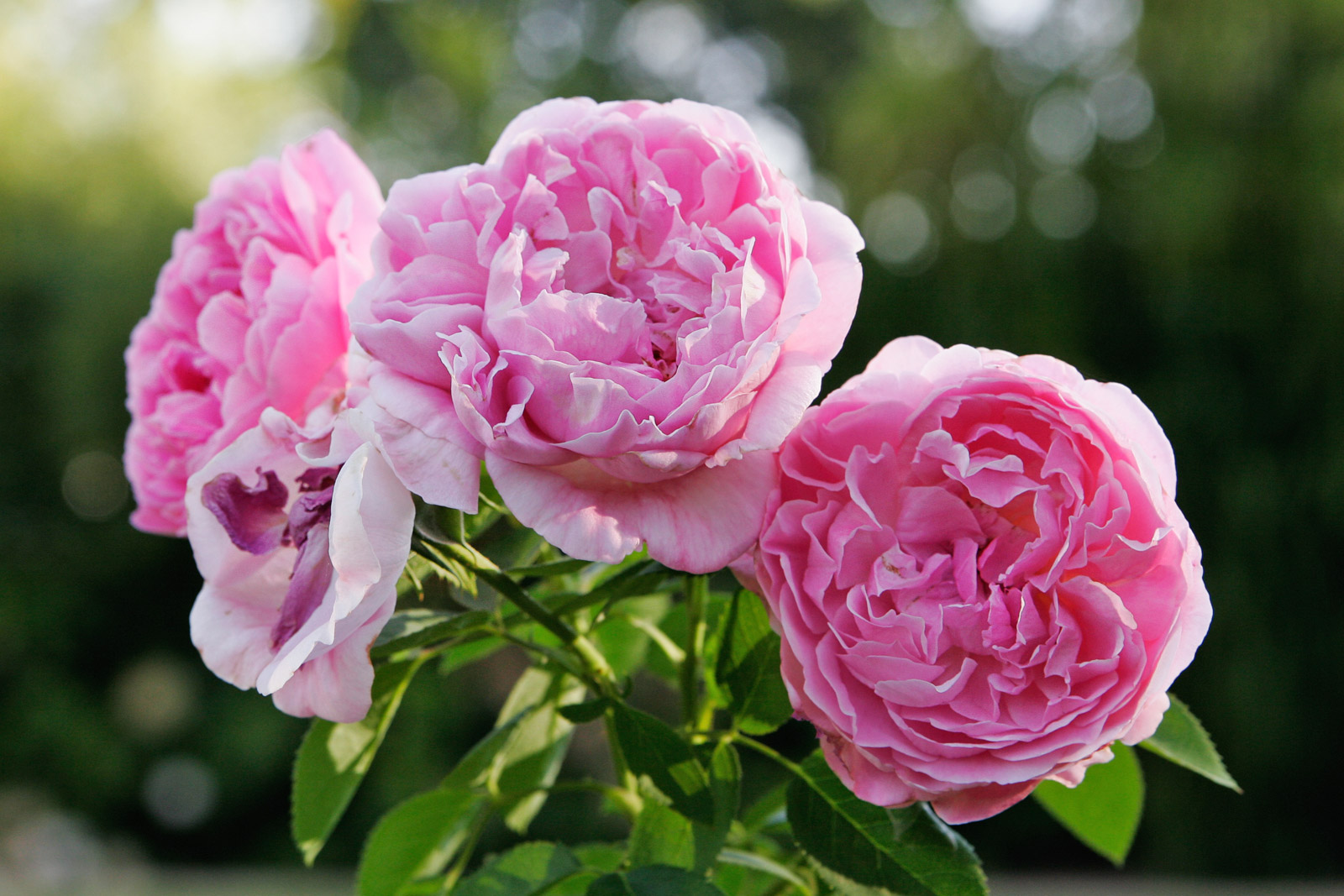
Mary Rose
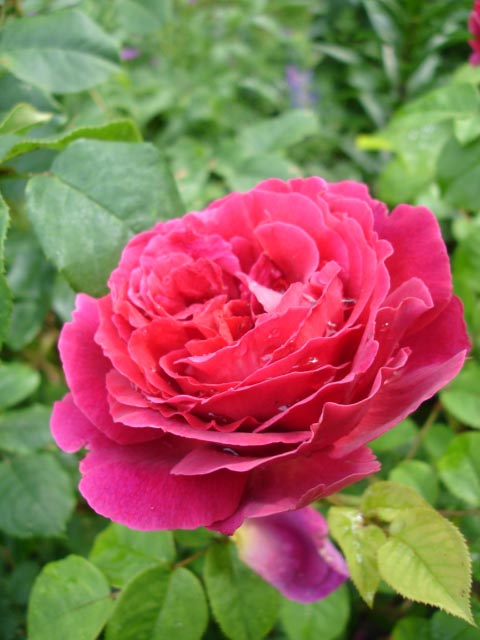
Othello
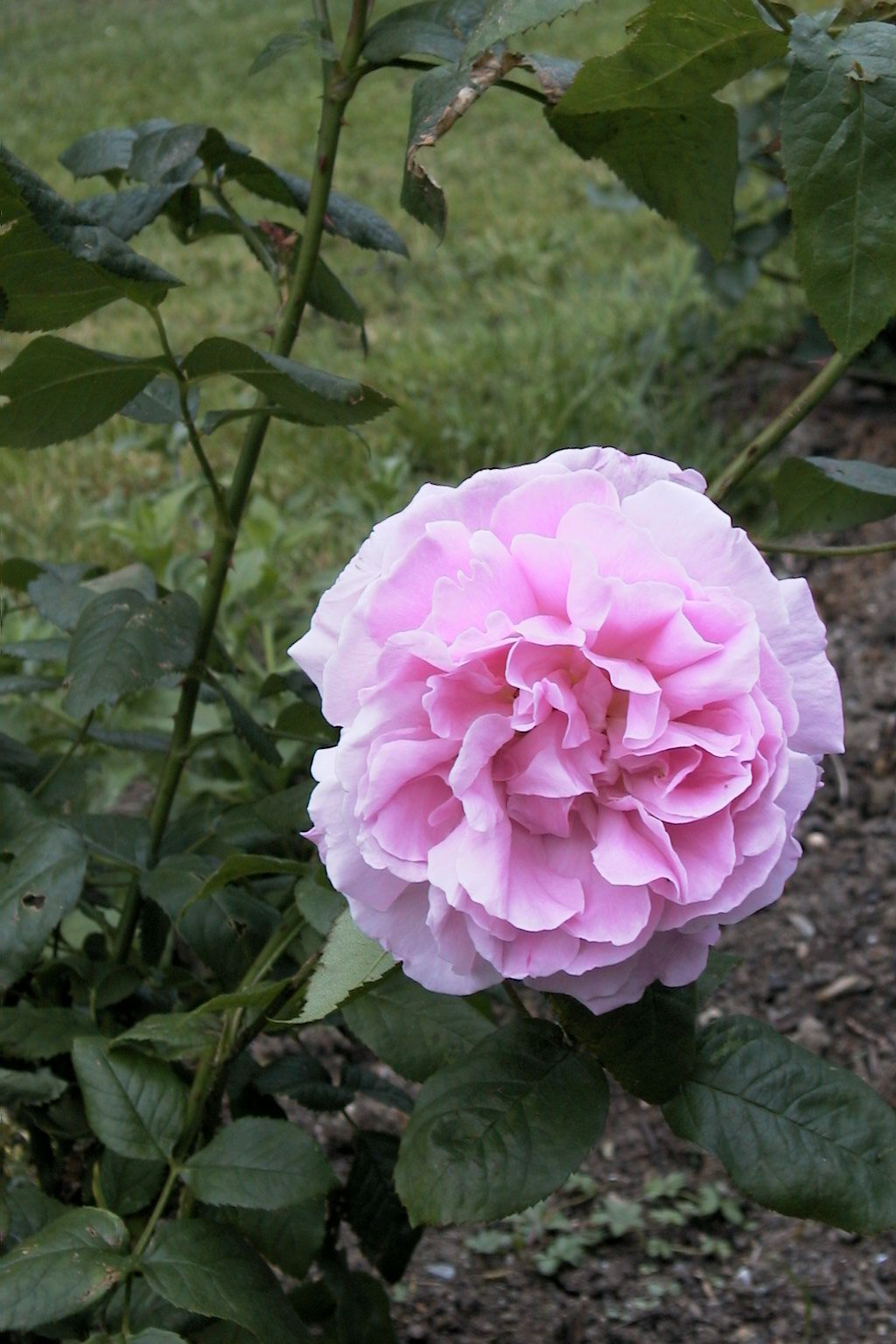
Wife of Bath
- William Shakespeare
- William Shakespeare2000
- Lady Salisbury

- Gertrude Jekyll
- L.D. Braithwaite
- Mary Rose
- Othello
- Wife of Bath

### Leander-Gruppe
Die Rosen dieser Gruppe ähneln im Charakter etwas mehr den modernen Rosen, die meisten wachsen straff aufrecht, da sie vor allem aus Hybriden mit Leander und Teehybriden entstanden sind. Das Spektrum der Farben ist größer als bei der ersten Gruppe. Auch der Duft variiert mehr, oft duften die Rosen dieser Gruppe nach Teerosen, also süßlich und fruchtig, aber besitzen teilweise auch einen leichten Duft nach alten Rosen.
Beispiele sind:

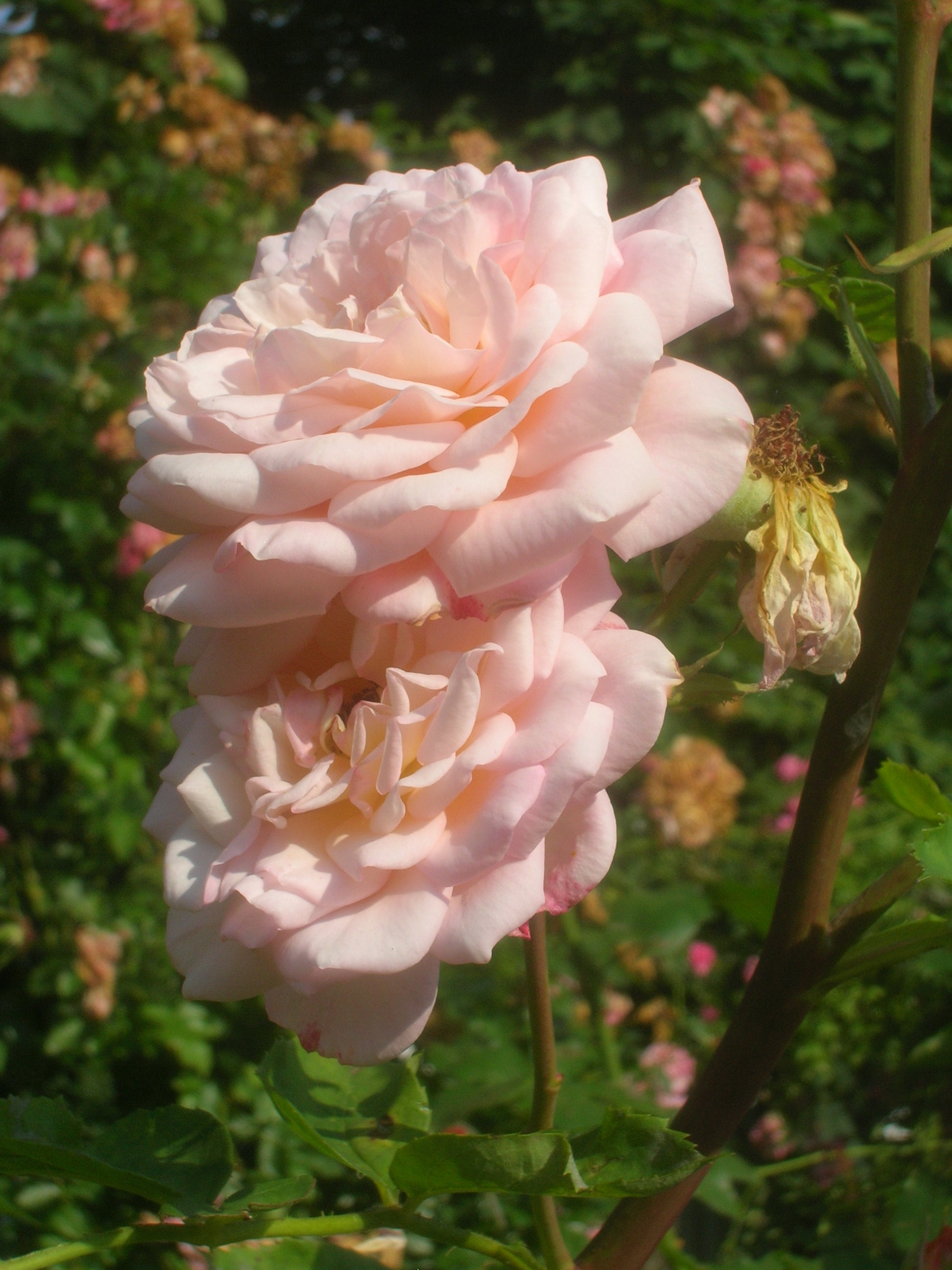
Abraham Darby
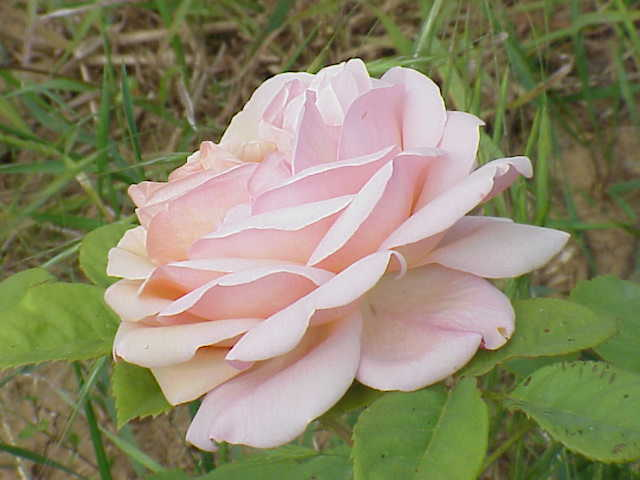
Charles Austin
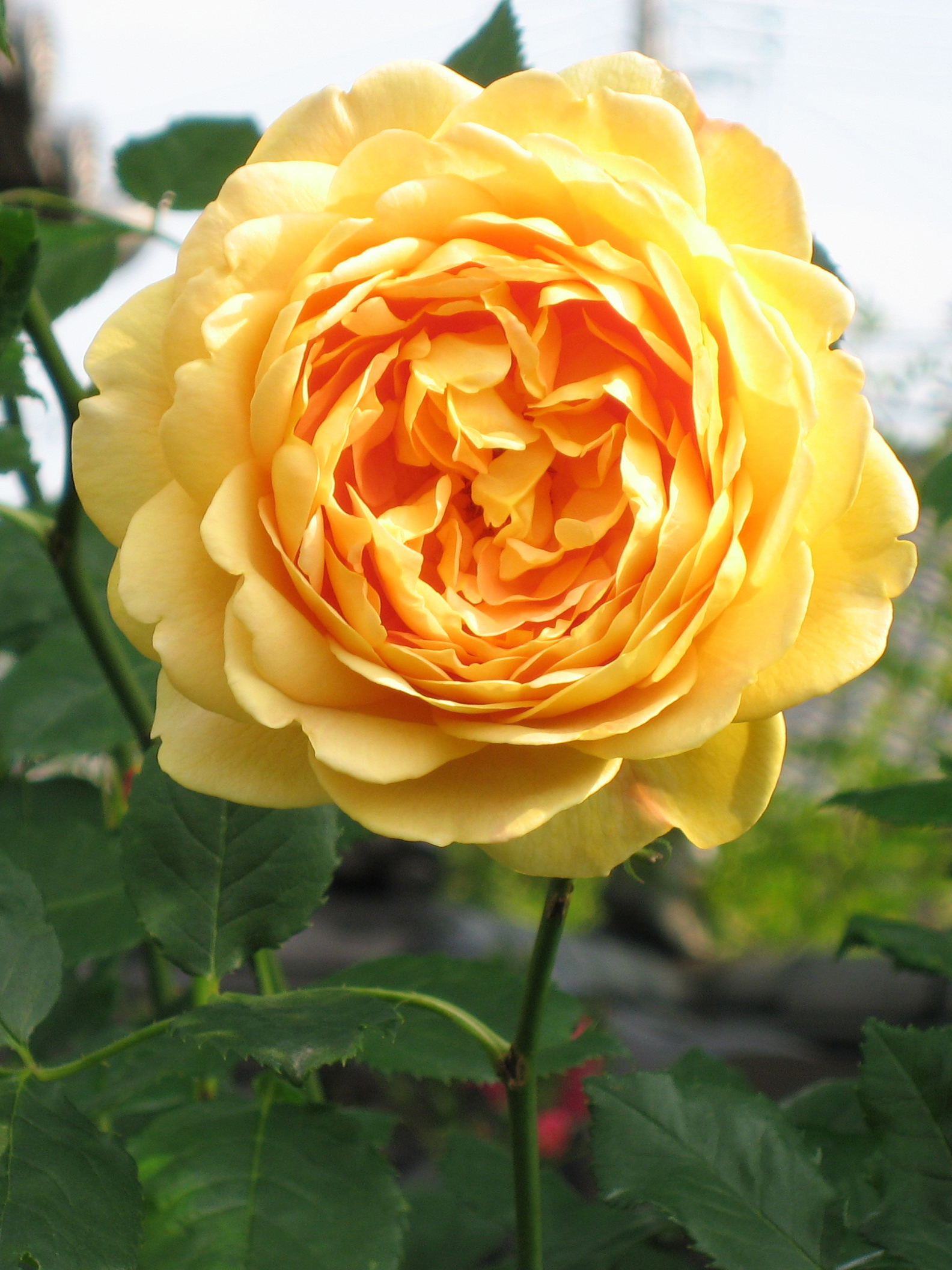
Golden Celebration
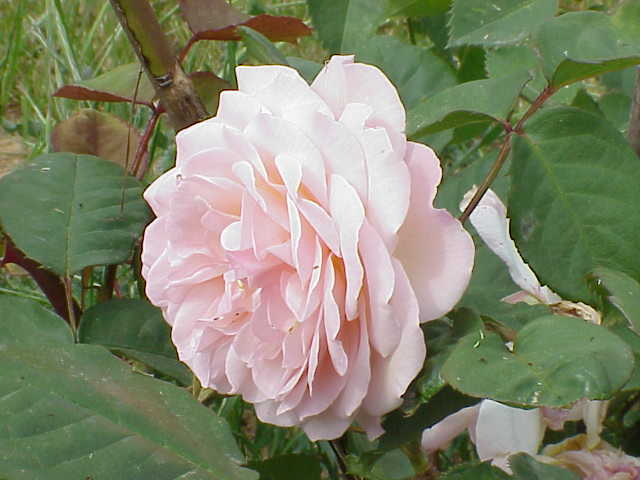
Leander
- Pat Austin
- Summer Song
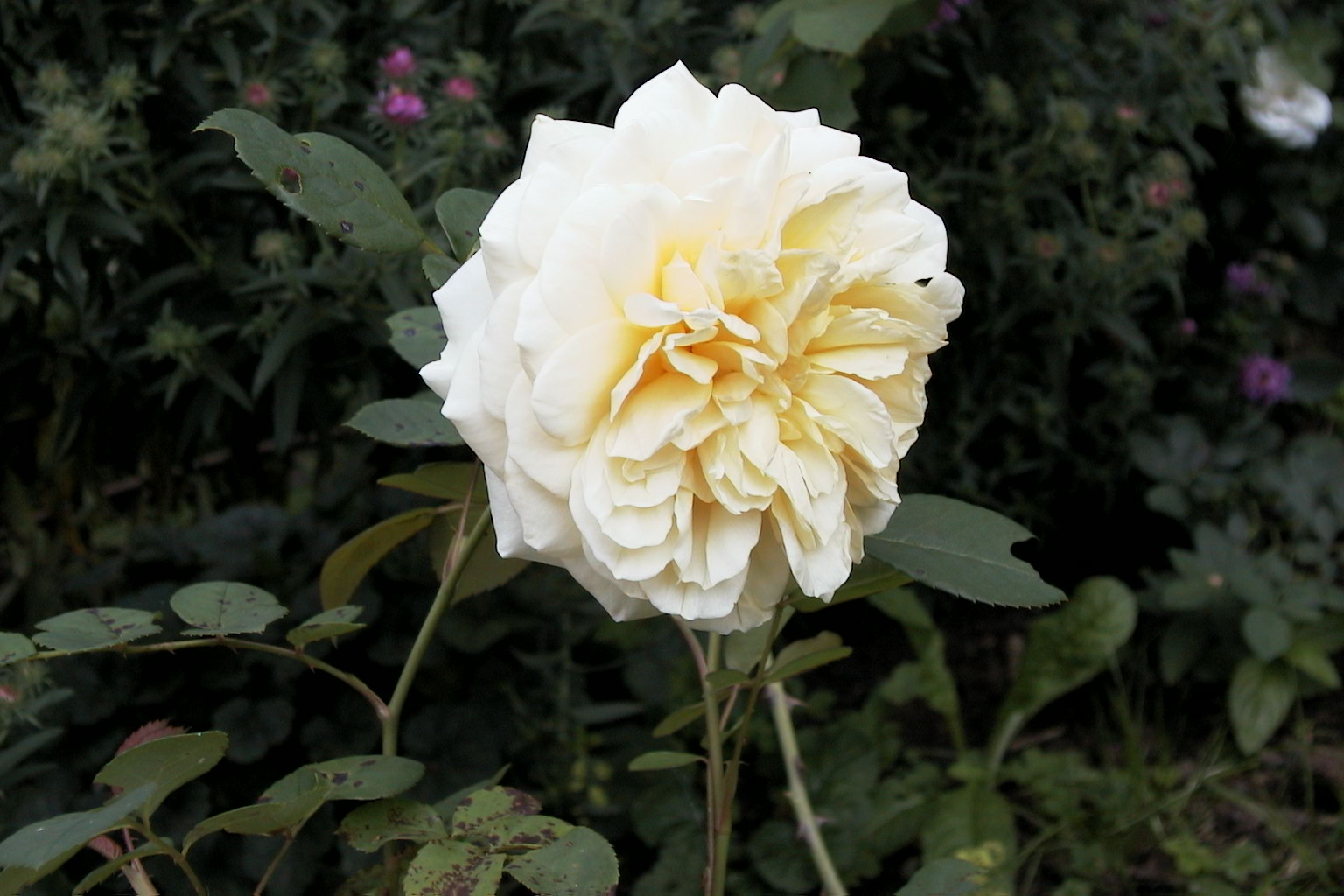
Teasing Georgia
- A Shropshire Lad
- Grace
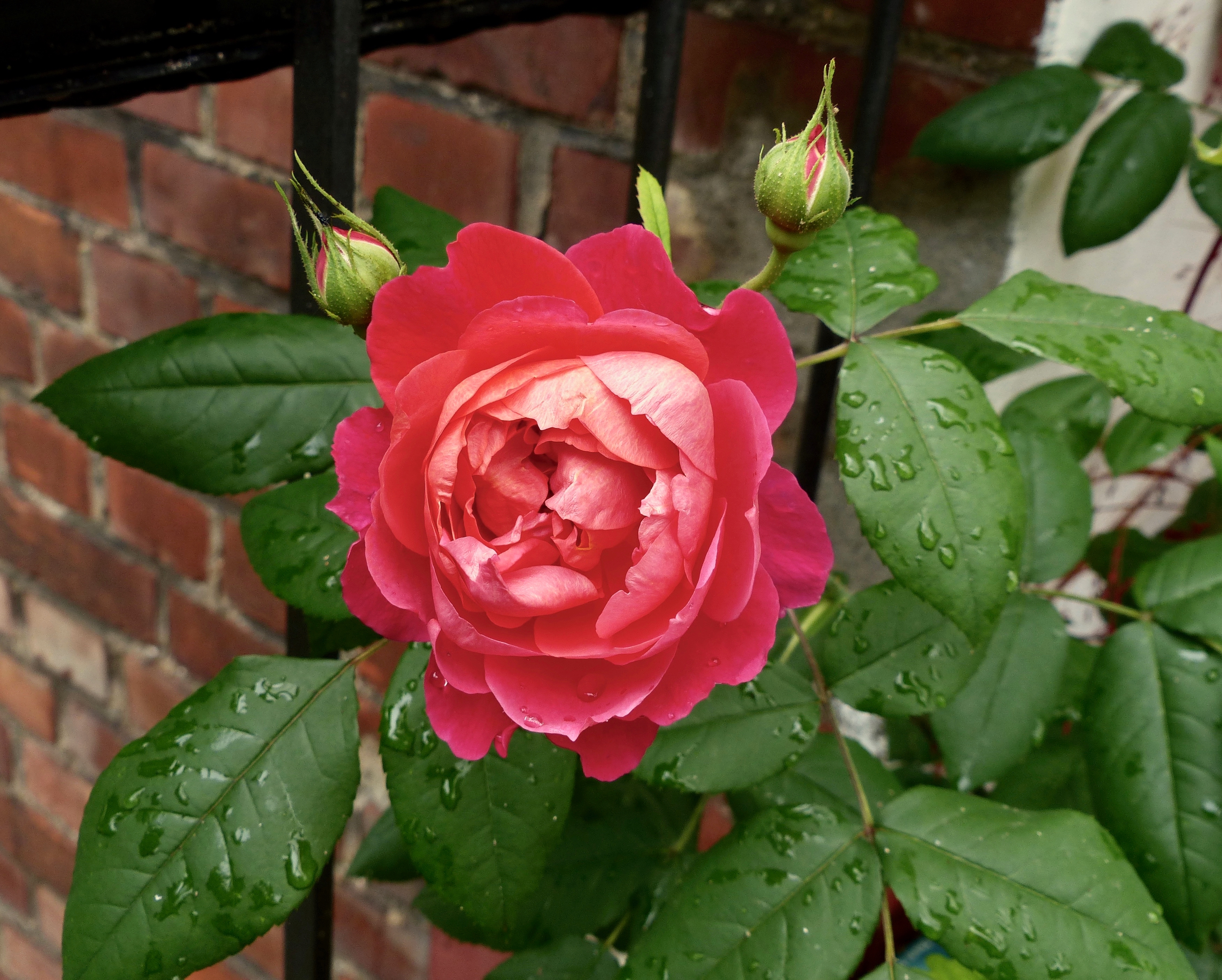
Benjamin Britten
- Boscobel

- Abraham Darby
- Charles Austin
- Golden Celebration
- Leander
- Teasing Georgia
- Benjamin Britten (Rose)

### Englische Moschatahybriden
Moschatahybriden sind aus der Kreuzung von Rosen aus der ersten Gruppe mit Noisette-Rosen entstanden. Die meisten dieser Rosen sind von leichterem Wuchs. Die Farben sind zart, in Rosa, Gelb, Apricot und Pfirsich. Der Duft ist sehr unterschiedlich.
Beispiele sind:
- Buttercup, Syn.: Austin's Buttercup
- Evelyn, in Deutschland: Apricot Parfait
- Graham Thomas
- Heritage
- Lady Emma Hamilton
- The Pilgrim
- Anne Boleyn

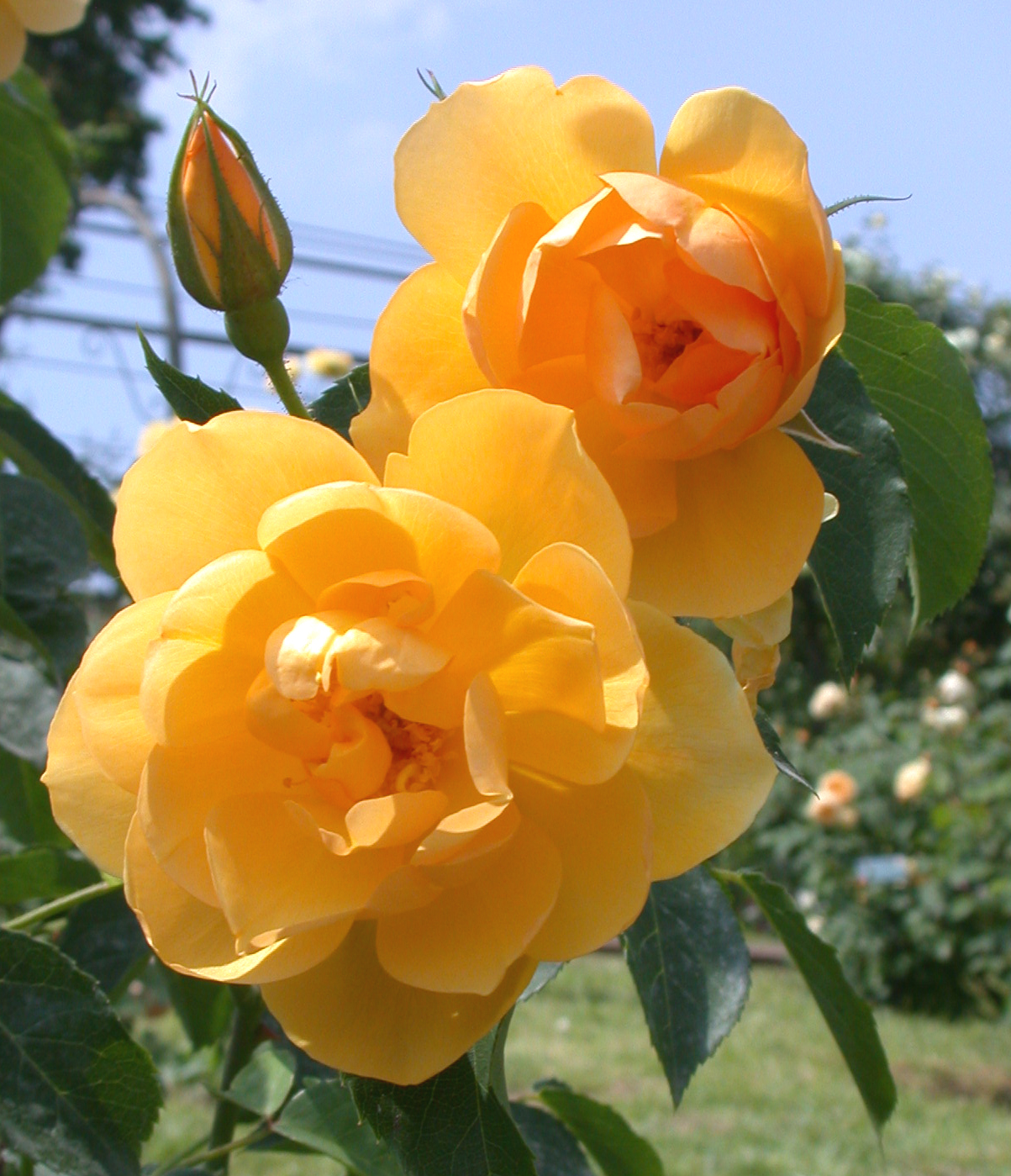
Buttercup
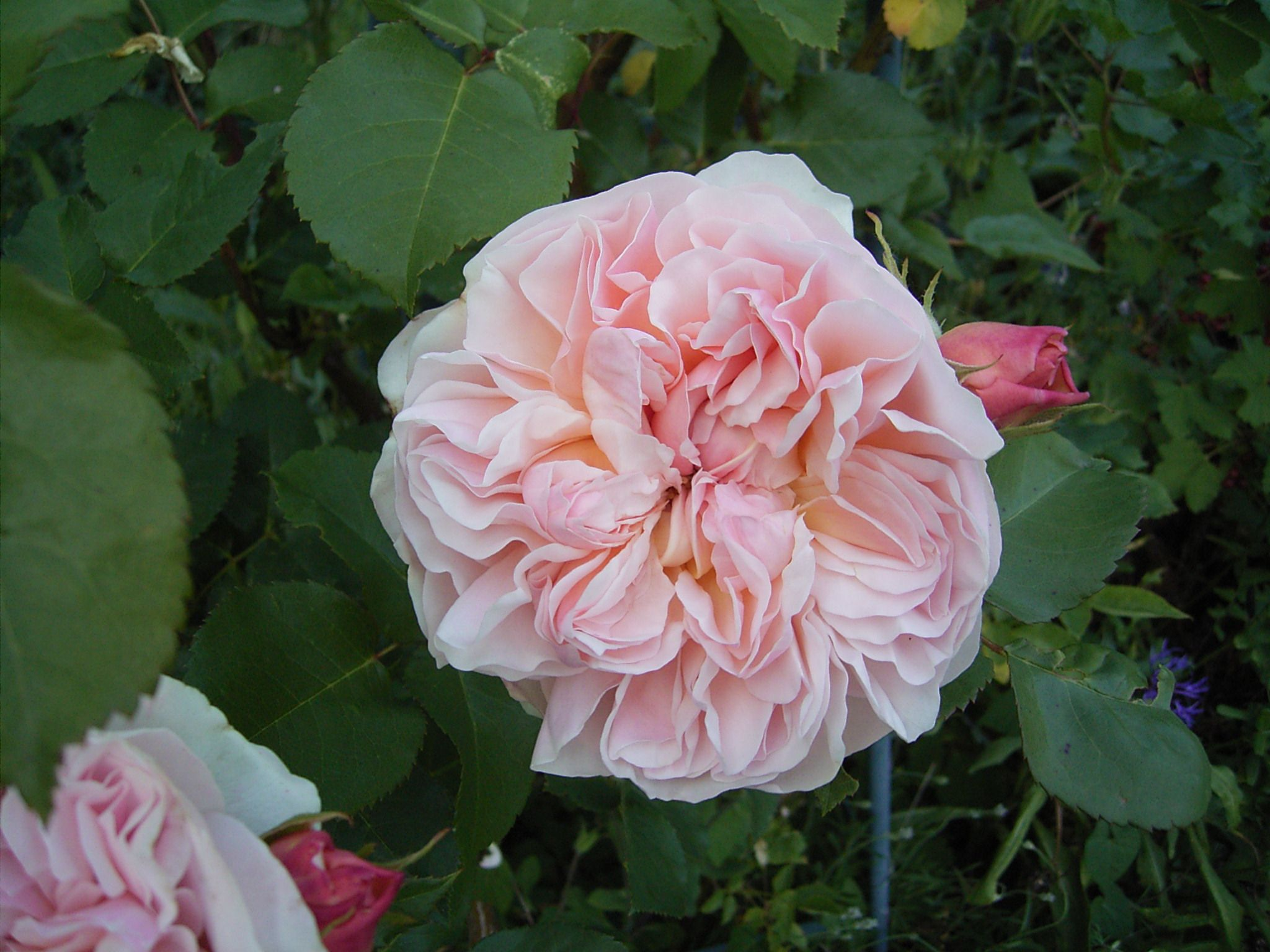
Evelyn
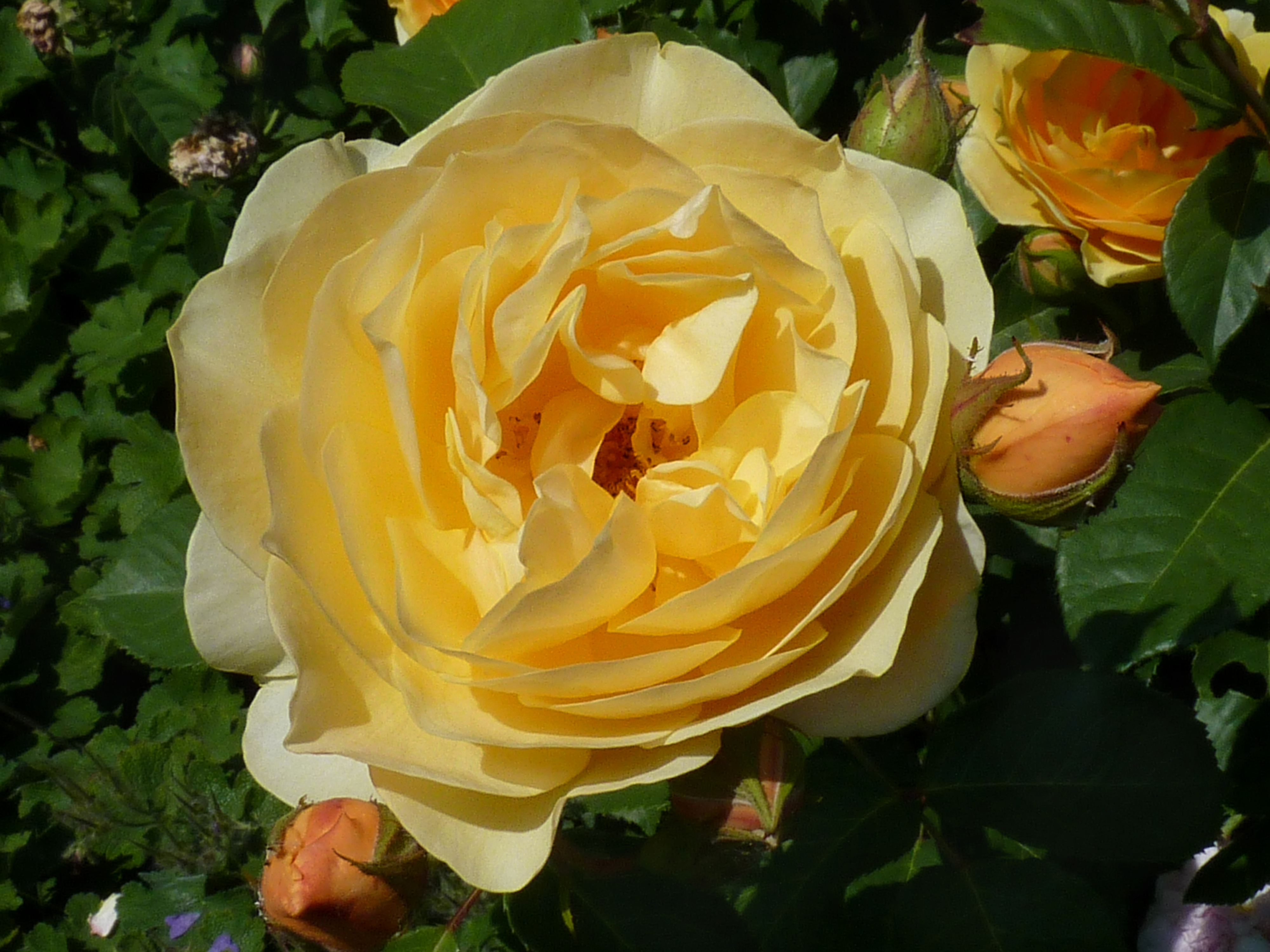
Graham Thomas
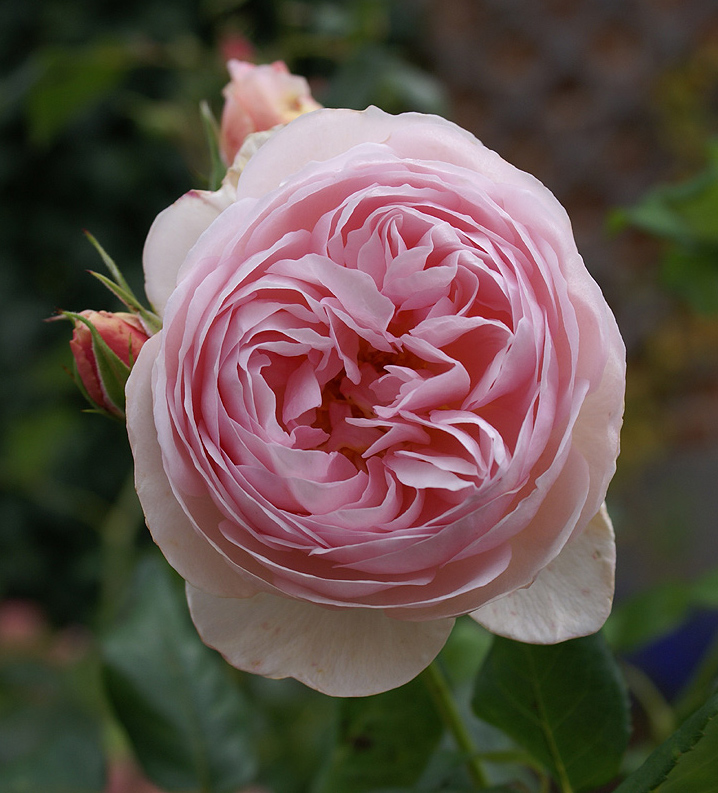
Heritage
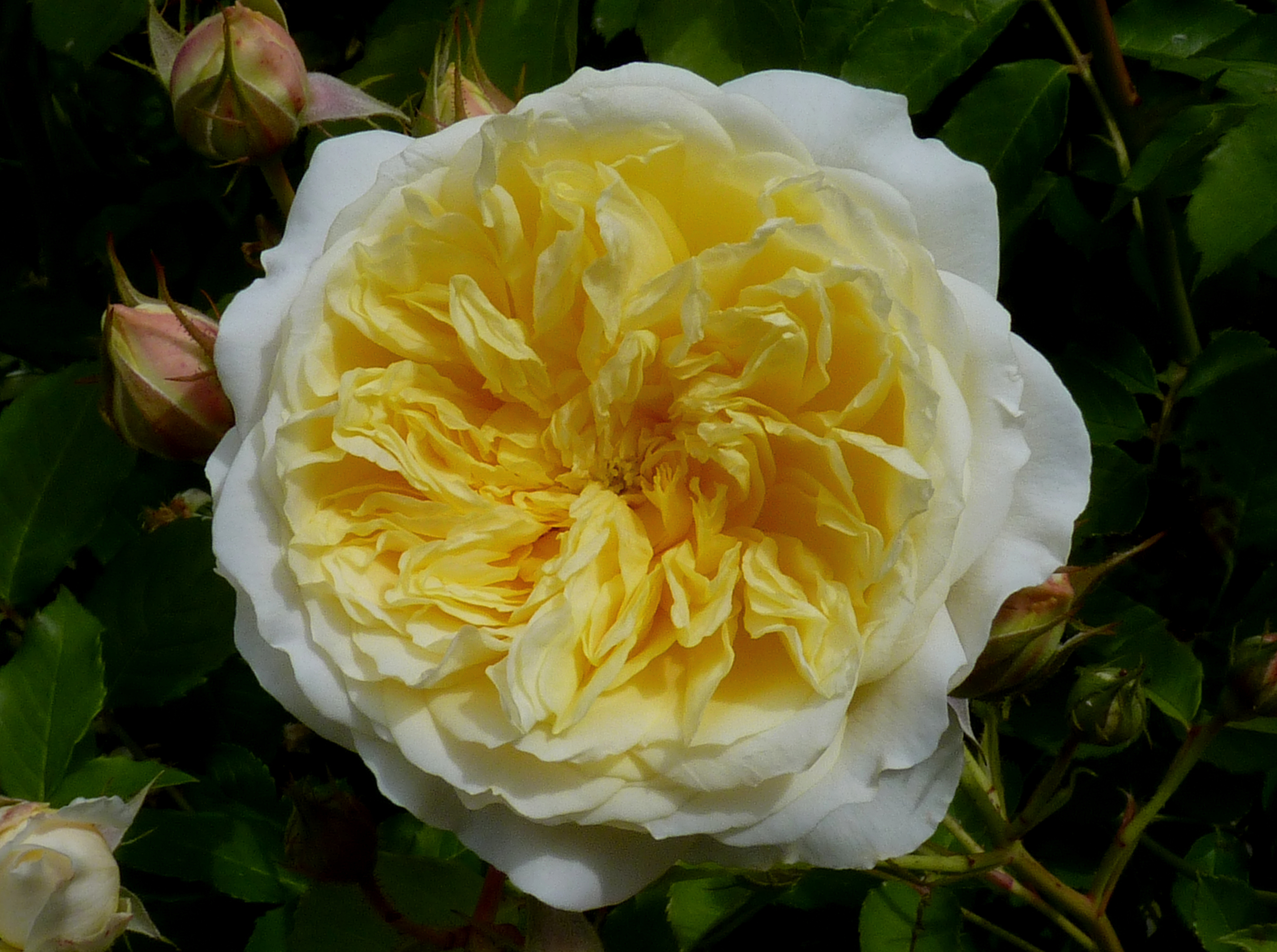
The Pilgrim

### Englische Hybriden der Alba-Rose
Die englische Hybriden der Alba-Rose ist die jüngste Familie der englischen Rosen. Diese heben sich durch den wildrosenähnlichen Wuchs etwas von den übrigen ab. 
- Austin's Windflower

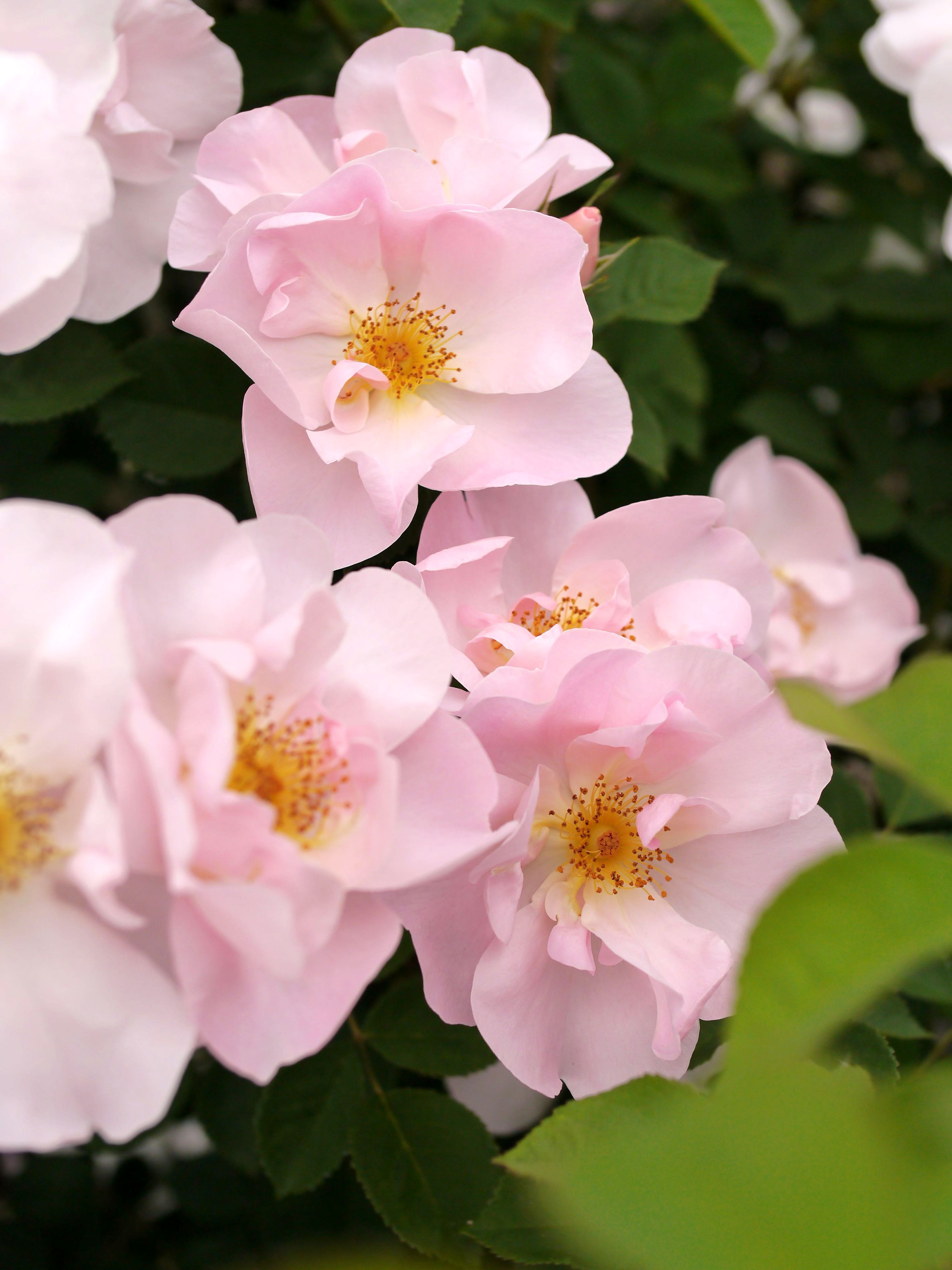
Shropshire Lass
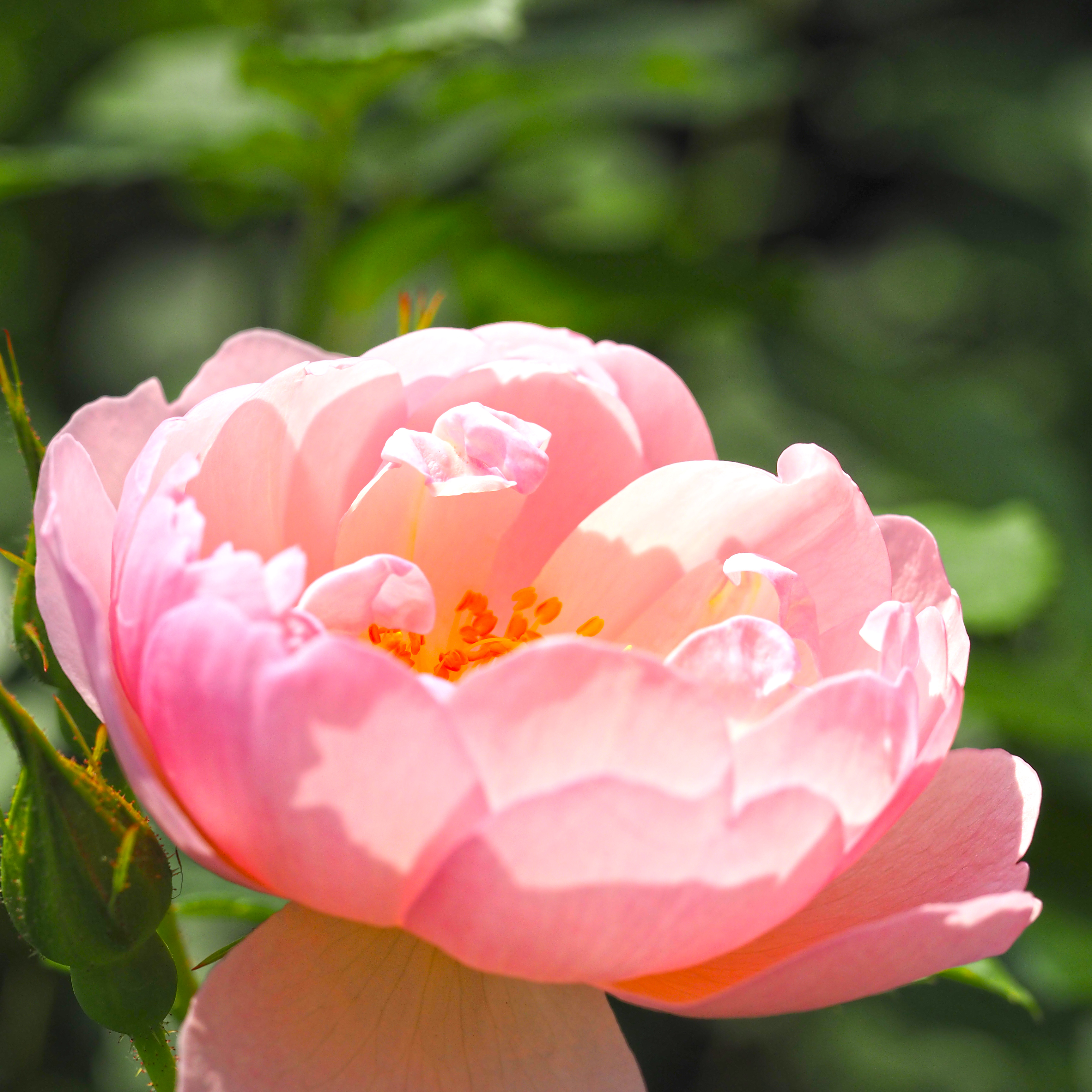
Scarborough Fair
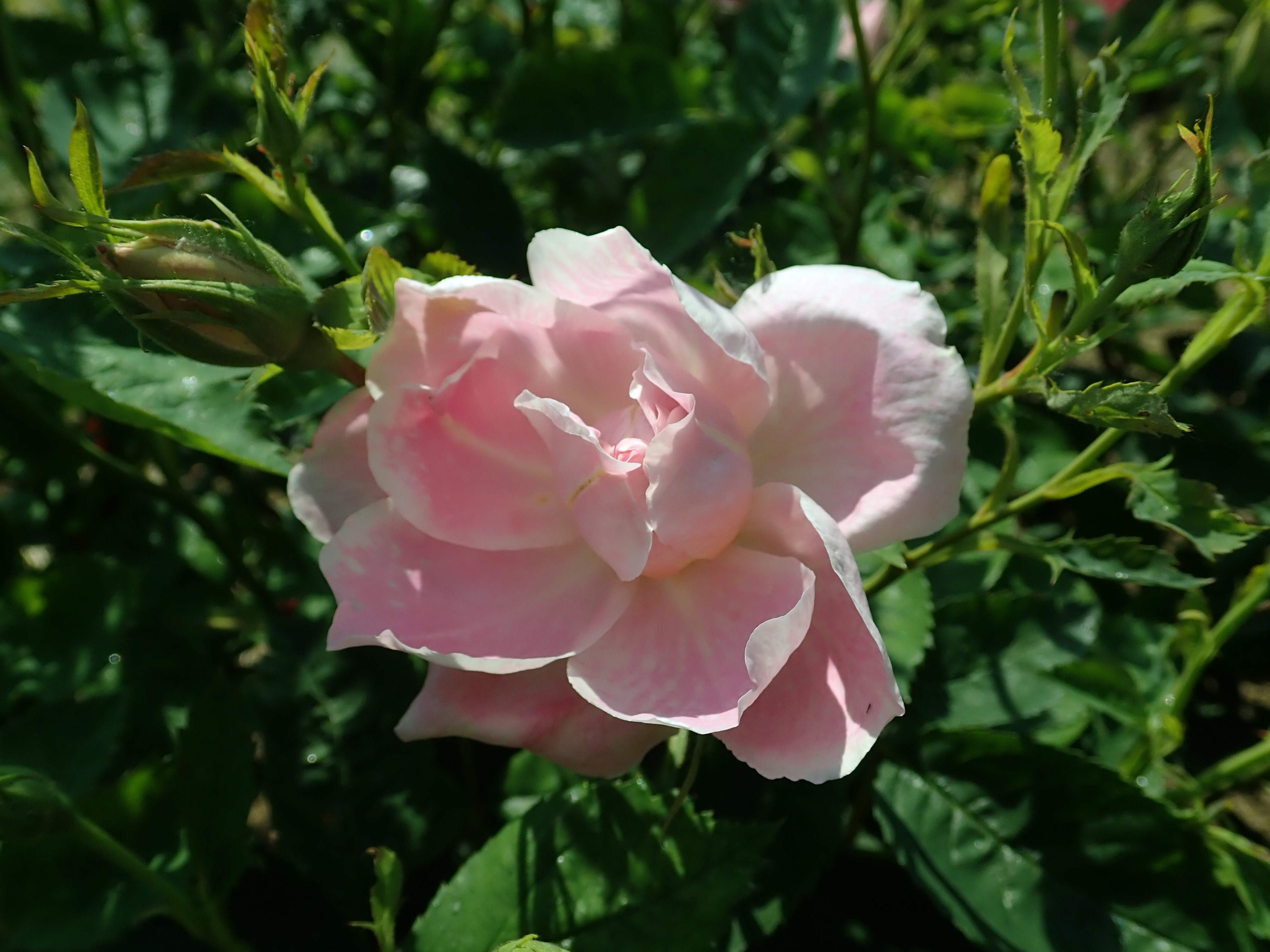
Windflower

- The Lady's Blush

- Shropshire Lass
- Scaborough Fair
- Windflower

## Englische Rosen von anderen Züchtern
Austin selbst rechnet die Sorte Gruß an Aachen, von dem deutschen Züchter Philipp Geduldig und im Jahre 1909 vorgestellt, zu den englischen Rosen. Er begründet dies so: 

„Sie bildet eine buschige Pflanze […] mit großen, schalenförmigen Blüten von schimmerndem Rosa […] Sie sind dicht gefüllt und im typischen Stil Alter Rosen, mit einem reizenden seidigen Schimmer und köstlichen Duft. Außerdem ist sie wirklich mehrfachblühend und […] sehr gesund und winterhart.“